# ヴァイカウント
ヴァイカウント（英語: viscount）は、中世以降のヨーロッパにおける貴族の称号の一種。イギリス貴族においてはバロンよりも上位でアールよりも下位とされる。ドイツ圏には存在しない。
日本語訳には子爵あるいは副伯の語が充てられる。

## 起源
viscountという言葉は、古フランス語のvisconteが由来である。これは中世ラテン語のvicecomesの対格であるvicecomitemから来ていて、vicecomesとは俗ラテン語で副を表すvice-とcomes（後期ローマ帝国の廷臣から来る伯爵の意）の複合語である。
viscountという言葉自体は1387年からイングランドで使われるようになっていたが、イングランドの爵位としては1440年、ヘンリー6世がジョン・ボーモントに叙任したのが記録上初とされる。初期のヴァイカウントは古英語のshire reeve（国王に信任された非世襲のシェリフ）に相当し、一代限りの爵位であったが、後に世襲されるようになった。
女性の子爵はヴァイカウンテス (viscountess) という。

## イギリスやイギリス連邦におけるヴァイカウント
現在イギリスには約270の子爵位が存在する。普通、子爵は“The Viscount～”や“The Viscount ～ of …”などのように呼び（～には姓もしくは領地名、…には領地名が入る）、敬称として呼ぶ場合は“My Lord”と呼ぶ。
例:
- The Viscount Falmouth（地名の例）
- The Viscount Hardinge（姓の例）
- The Viscount Gage of Castle Island（姓と地名の例）
- The Viscount Combermere of Bhurtpore（地名と地名の例）

例外としてスコットランドでは伝統的に、姓の前にofが入る“The Viscount of ～”という形式で呼ばれる子爵位も数少ないが残っている。
例:
- The Viscount of Arbuthnott

会話の上では“Lord ～”と呼ばれ、改まった席では“The Viscount ～”と呼ぶ。更に、その夫人は“Lady ～”、その子供はThe Honourable [名] [姓]とよばれる
- またviscountは儀礼称号として侯爵（marquess）や伯爵（earl）の嗣子にも使われる。例えばEarl Howe（ハウ伯爵）の長子は代々Viscount Curzon（カーゾン子爵）と呼ばれていたり、当今の例ではウェセックス伯エドワードの息子のジェームズがセヴァーン子爵とされる。

時に子爵家当主の法定推定相続人（子息とは限らない）もヴァイカウントの称号で呼ばれることがある。